# Energia del campo elettromagnetico
In fisica, l'energia del campo elettromagnetico è l'energia immagazzinata in una data regione di spazio dal campo elettromagnetico, ed è costituita dalla somma delle energie associate al campo elettrico ed al campo magnetico.
Nelle onde elettromagnetiche queste due quantità sono sempre uguali ed è conveniente parlare di flusso di energia trasportata dall'onda nell'unità di tempo, attraverso una superficie, attraverso l'uso del vettore di Poynting.

## Energia del campo elettrico
L'energia del campo elettrico generato da un insieme di cariche si calcola a partire dal lavoro necessario per spostare ogni carica dall'infinito alla sua posizione.
È facile constatare che tale lavoro equivale a:
{\displaystyle U_{e}=\sum _{k}{\frac {1}{2}}q_{k}V_{k}}
dove {\displaystyle q_{k}} rappresenta una carica del sistema e {\displaystyle V_{k}} il potenziale generato dalle altre cariche nel punto dove si trova la carica {\displaystyle q_{k}}.
Naturalmente nel caso di distribuzioni continue di carica si avrà:
{\displaystyle U_{e}=\int _{\tau }{\frac {1}{2}}\rho V\operatorname {d} \tau }
con {\displaystyle \rho (x,y,z)} densità di carica e {\displaystyle \operatorname {d} \tau =\operatorname {d} x\operatorname {d} y\operatorname {d} z} volume infinitesimo. Ora manipoliamo l'espressione sfruttando la prima equazione di Maxwell:
{\displaystyle U_{e}=\int _{\tau }{\frac {1}{2}}\rho V\operatorname {d} \tau =\int _{\tau }{\frac {1}{2}}\varepsilon _{0}\left(\nabla \cdot \mathbf {E} _{0}V\right)\operatorname {d} \tau }
applicando poi l'identità vettoriale che coinvolge la divergenza di un prodotto di uno scalare per un vettore:
{\displaystyle =\int _{\tau }{\frac {1}{2}}\varepsilon _{0}\left(\nabla \cdot (V\mathbf {E} _{0})-\nabla V\cdot \mathbf {E_{0}} \right)\operatorname {d} \tau }
Dalla definizione di potenziale elettrico tale espressione è pari a:
{\displaystyle =\int _{\tau }{\frac {1}{2}}\varepsilon _{0}\left(\nabla \cdot (V\mathbf {E} _{0})+E_{0}^{2}\right)\operatorname {d} \tau }
ed applicando il teorema della divergenza:
{\displaystyle =\int _{\partial \tau }{\frac {1}{2}}\varepsilon _{0}\left(V\mathbf {E} _{0}\right)\cdot {\hat {n}}\operatorname {d} S+\int _{\tau }{\frac {1}{2}}\varepsilon _{0}E_{0}^{2}\operatorname {d} \tau }
A questo punto, si può estendere il dominio di integrazione su tutta la regione dello spazio nel quale il campo elettrico sia apprezzabilmente diverso da zero,
quindi trascurare il primo dei due integrali.
L'energia si riduce quindi a:
{\displaystyle U_{e}=\int _{\tau }{\frac {1}{2}}\varepsilon _{0}E_{0}^{2}\operatorname {d} \tau =\int _{\tau }u_{e}\operatorname {d} \tau }
dove
{\displaystyle u_{e}={\frac {1}{2}}\varepsilon _{0}E_{0}^{2}}
è la densità di energia elettrica nel vuoto.
Nel caso ci si trovi in presenza di un dielettrico, tramite gli stessi passaggi si ottiene:
{\displaystyle U_{e}=\int _{\tau }{\frac {1}{2}}\mathbf {E} \cdot \mathbf {D} \operatorname {d} \tau =\int _{\tau }u_{e}\operatorname {d} \tau }
dove {\displaystyle \mathbf {D} } è il vettore di spostamento elettrico, e:
{\displaystyle u_{e}={\frac {1}{2}}\mathbf {E} \cdot \mathbf {D} }
è la densità di energia elettrica nella materia.

## Energia del campo magnetico
Per ricavare l'espressione della densità di energia del campo magnetico è possibile considerare il caso di un circuito RL
nel quale sia presente un solenoide infinito ideale di induttanza {\displaystyle L} e un resistore di resistenza {\displaystyle R}.
Per la geometria del solenoide, in cui {\displaystyle S} è la sezione e {\displaystyle N} il numero di spire, si procede del seguente modo:
{\displaystyle L{\frac {\operatorname {d} I}{\operatorname {d} t}}={\frac {\operatorname {d} \Phi }{\operatorname {d} t}}={\frac {\operatorname {d} }{\operatorname {d} t}}(NSB)=NS{\frac {\operatorname {d} B}{\operatorname {d} t}}}
L'equazione che governa il circuito è:
{\displaystyle f-L{\frac {\operatorname {d} I}{\operatorname {d} t}}=RI}
Sostituendo in quest'ultima la prima e moltiplicando per {\displaystyle Idt} si ha:
{\displaystyle fI\operatorname {d} t=RI^{2}\operatorname {d} t+ISN{\frac {\operatorname {d} B}{\operatorname {d} t}}\operatorname {d} t=RI^{2}\operatorname {d} t+ISN\operatorname {d} B}
Si nota come l'energia somministrata all'induttanza in un tempo {\displaystyle dt}, che è interpretata come l'energia necessaria ad aumentare l'intensità del campo di {\displaystyle dB}, è:
{\displaystyle \operatorname {d} U_{m}=INS\operatorname {d} B=SlnI\operatorname {d} B}
dove {\displaystyle l} è la lunghezza del solenoide e {\displaystyle n} il numero di spire per unità di lunghezza. Dividendo per il volume {\displaystyle Sl} del solenoide:
{\displaystyle \operatorname {d} u_{m}={\frac {\operatorname {d} U_{M}}{Sl}}=nI\operatorname {d} B=H\operatorname {d} B}
Tale relazione ha validità generale, ma per l'esatto calcolo dell'energia è necessario conoscere il legame tra {\displaystyle \mathbf {B} } e {\displaystyle \mathbf {H} }, cioè la curva di isteresi.
Nel caso di materiali diamagnetici e paramagnetici, in cui la relazione è approssimativamente lineare:
{\displaystyle \mathbf {B} =\mu \mathbf {H} }
dove {\displaystyle \mu =\mu _{0}\mu _{r}} è la permeabilità magnetica del materiale, l'energia è facilmente calcolabile tramite un'espressione analoga a quella del campo elettrico:
{\displaystyle U_{m}=\int _{\tau }{\frac {1}{2}}\mathbf {H} \cdot \mathbf {B} \operatorname {d} \tau =\int _{\tau }u_{m}\operatorname {d} \tau }
dove
{\displaystyle u_{m}={\frac {1}{2}}\mathbf {H} \cdot \mathbf {B} }
è la densità di energia magnetica.

## Energia del campo elettromagnetico e delle onde elettromagnetiche

Un'onda elettromagnetica trasporta energia. Sono evidenziati i vettori,, il vettore di Poynting e la lunghezza d'onda.

Quando in una regione di spazio sono presenti sia un campo elettrico che un campo magnetico entrambi non nulli, allora l'energia totale del campo elettromagnetico è la semplice somma delle energie dei due campi:
{\displaystyle U=\int _{\tau }(u_{e}+u_{m})\operatorname {d} \tau =\int _{\tau }\left({\frac {1}{2}}\mathbf {E} \cdot \mathbf {D} +{\frac {1}{2}}\mathbf {H} \cdot \mathbf {B} \right)\operatorname {d} \tau }
Nel caso particolare delle onde elettromagnetiche, le energie associate al campo elettrico e al campo magnetico sono uguali. Ciò discende immediatamente dal fatto che le equazioni di Maxwell impongono la condizione:
{\displaystyle B={\frac {E}{v}}={\sqrt {\varepsilon \mu }}E}
e perciò:
{\displaystyle u_{m}={\frac {1}{2}}{\frac {B^{2}}{\mu }}={\frac {1}{2}}{\frac {\varepsilon \mu E^{2}}{\mu }}={\frac {1}{2}}\varepsilon {E^{2}}=u_{e}}
Nel caso specifico delle onde elettromagnetiche l'energia elettromagnetica prende il nome di energia radiante, per sottolineare il fatto che le onde rappresentano un flusso di energia nello spazio.
Se l'onda appartiene allo spettro di frequenze della luce visibile, l'energia radiante prende il nome di energia luminosa.

## Il vettore di Poynting e la conservazione dell'energia
Nella trattazione energetica delle onde elettromagnetiche ha grande importanza il vettore di Poynting,
definito dal prodotto vettoriale tra il campo elettrico {\displaystyle \mathbf {E} } ed campo magnetico {\displaystyle \mathbf {H} }:
{\displaystyle \mathbf {S} =\mathbf {E} \times \mathbf {H} }
Esso rappresenta la quantità di energia trasportata dalla radiazione elettromagnetica per unità di tempo e di superficie, la sua direzione è quindi perpendicolare ai vettori dei due campi e concorde con la direzione di propagazione della radiazione. Partendo dall'energia del campo elettromagnetico e derivando rispetto al tempo si ottiene il teorema di Poynting, che esprime la conservazione dell'energia del campo elettromagnetico nel caso in cui i campi elettrico e magnetico siano accoppiati, cosa che non avviene in generale nel caso stazionario.
Il teorema afferma che la variazione nel tempo della densità di energia {\displaystyle u} sommata alla variazione nello spazio del vettore di Poynting sia pari alla potenza dissipata dal campo nel materiale per effetto Joule:
{\displaystyle {\frac {\partial u}{\partial t}}+\nabla \cdot \mathbf {S} =-\mathbf {J} \cdot \mathbf {E} }
in forma integrale si ha:
{\displaystyle -{\frac {\partial U}{\partial t}}=\int _{\partial \tau }(\mathbf {E} \times \mathbf {H} )\cdot {\hat {n}}\,\operatorname {d} \sigma +\int _{\tau }(\mathbf {E} \cdot \mathbf {J} )\,\operatorname {d} \tau }
Dal punto di vista fisico la relazione afferma che la variazione temporale dell'energia associata al campo elettromagnetico all'interno di una superficie contenente un materiale conduttore è pari al flusso del vettore di Poynting, che rappresenta l'energia trasportata dal campo attraverso la superficie {\displaystyle \partial \tau }, sommata all'energia trasferita alle cariche libere del materiale contenuto in essa.
Nell'elettrodinamica quantistica, le radiazioni elettromagnetiche sono costituite da particelle elementari, i fotoni, che trasportano ognuno un "pacchetto" di energia.
Se prendiamo un fascio di fotoni tutti della stessa energia otteniamo un'onda monocromatica di frequenza:
{\displaystyle \nu ={\frac {E}{h}}}
dove {\displaystyle \nu } è la frequenza e {\displaystyle h} è la costante di Planck.